# Callyspongia arcesiosa
Callyspongia arcesiosa är en svampdjursart som beskrevs av de Laubenfels 1936. Callyspongia arcesiosa ingår i släktet Callyspongia och familjen Callyspongiidae. Inga underarter finns listade i Catalogue of Life.